# Jerzy Roman Kaczyński
Jerzy Roman Kaczyński (ur. 14 maja 1951, zm. 8 lipca 2022 w Warszawie) – polski filolog klasyczny, nauczyciel, tłumacz, popularyzator antyku.
Absolwent IX Liceum Ogólnokształcącego im. Klementyny Hoffmanowej w Warszawie(1969). Ukończył studia wyższe w Katedrze Filologii Klasycznej Uniwersytetu Łódzkiego w 1974, przedstawiwszy pracę magisterską pt. Życie towarzyskie i rozrywki Rzymian na podstawie dwunastu ksiąg epigramatów M. V. Martialisa (lata 85–102) (promotor: prof. dr hab. Bohdan Wiśniewski). Od 1975 uczył łaciny w II Liceum Ogólnokształcącym im. Stefana Batorego w Warszawie, aż do wygaśnięcia liceów trzyletnich w 2022 i usunięcia kursu łaciny z podstawy programowej. 
Autor licznych artykułów na temat historii kultury życia codziennego i historii literatury rzymskiej publikowanych w latach 1978–1994 w magazynie historycznym „Mówią Wieki”. Od 1985 współpracownik Polskiego Radia w dziedzinie popularyzowaniu antyku. 
Tłumacz z języka francuskiego dzieł Pierre`a Grimala. Autor zbioru opowiadań Barbarzyńcy oraz zbioru sentencji łacińskich Florilegia. Bibliofil, a także pilot wycieczek
Pochowany w części katolickiej Cmentarza Prawosławnego, kwatera 81, rząd 6.

## Ważniejsze publikacje
- Barbarzyńcy, Wydawnictwo Signum, Warszawa 1993
- Florilegia, czyli łacina dla wszystkich, Spółka Wydawniczo-Księgarska, Warszawa 1998

## Ważniejsze przekłady
- Pierre Grimal, Miłość w starożytnym Rzymie, PIW, Warszawa 1990
- Pierre Grimal, Seneka, PIW, Warszawa 1994
- Antonio Sicari, Nowe portrety świętych, tom I, Wydawnictwo Sióstr Loretanek, Warszawa 2007; t. II, Warszawa 2008; t. VI, Warszawa 2009